# Apiocera augur
Apiocera augur är en tvåvingeart som beskrevs av Osten Sacken 1887. Apiocera augur ingår i släktet Apiocera och familjen Apioceridae. Inga underarter finns listade i Catalogue of Life.